# Leonard Ceglarski
Leonard Stanley Ceglarski (* 27. Juni 1926 in East Walpole, Massachusetts; † 16. Dezember 2017) war ein US-amerikanischer Eishockeyspieler und -trainer.

## Karriere
Leonard Ceglarski besuchte das Boston College, für das er parallel zu seinem Studium Eishockey und Baseball spielte. Zwischen 1958 und 1970 war er als Trainer für die Clarkson University aus der ECAC Hockey aktiv. Von 1972 bis 1992 betreute er durchgehend die Mannschaft des Boston College in der ECAC Hockey bzw. Hockey East. Aufgrund seiner Verdienste um den Eishockeysport in den Vereinigten Staaten erhielt er 1991 die Lester Patrick Trophy. Ein Jahr später wurde er mit der Aufnahme in die United States Hockey Hall of Fame geehrt. Nach ihm ist der Len Ceglarski Award benannt, der jährlich an den Spieler der Collegeliga Hockey East mit dem vorbildlichsten Verhalten auf und neben dem Eis vergeben wird.

### International
Für die USA nahm Ceglarski an den Olympischen Winterspielen 1952 in Oslo teil, bei denen er mit seiner Mannschaft die Silbermedaille gewann.

## Erfolge und Auszeichnungen
- 1952 Silbermedaille bei den Olympischen Winterspielen
- 1991 Lester Patrick Trophy
- 1992 Aufnahme in die United States Hockey Hall of Fame